# Rhyacophila pallida
Rhyacophila pallida är en nattsländeart som beskrevs av Martin E. Mosely 1930. Rhyacophila pallida ingår i släktet Rhyacophila och familjen rovnattsländor. Inga underarter finns listade i Catalogue of Life.